# Nifurtimox
Le nifurtimox est un 5-nitrofurane, commercialisé dans les années 1960, pour le traitement de la trypanosomiase américaine ou maladie de Chagas.
Cette molécule est active aux deux stades de l'infection à Trypanosoma brucei gambiense. On ne connaît pas son efficacité sur T. b. rhodesiense. Comme elle n'a pas l'autorisation de mise sur le marché pour la THA, les premiers essais ont été faits pour des patients résistants au mélarsoprol sans alternative thérapeutique. Les effets observés sont variés mais souvent difficiles à interpréter chez des patients déjà à un stade avancé d'atteinte nerveuse puisqu'il a surtout été administré en cas de rechutes. Des études sont en cours pour une combinaison associant éflornithine et nifurtimox. L'usage du nifurtimox seul n'est pas envisagé.
Il fait partie de la liste des médicaments essentiels de l'Organisation mondiale de la santé (liste mise à jour en avril 2013).